# 穿山半岛
穿山半岛位于浙江省宁波市北仑区，是浙江大陆的最东端。南北分别为佛渡水道和螺头水道。地势多为丘陵，有小面积滨海海积平原分布，宁波市在穿山半岛开辟了滨海风情游览区。